# پولکا

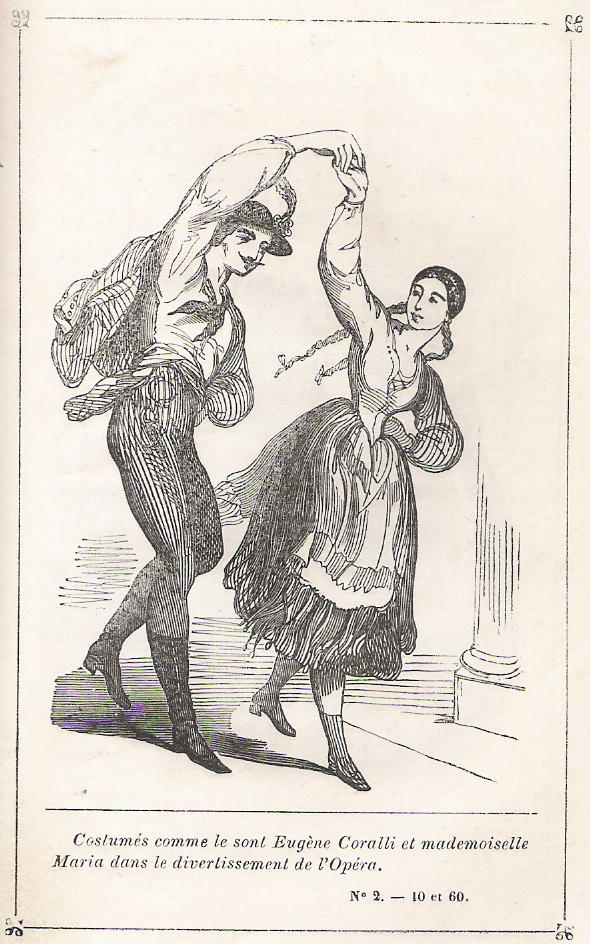
نگاره‌ای از رقص پولکا

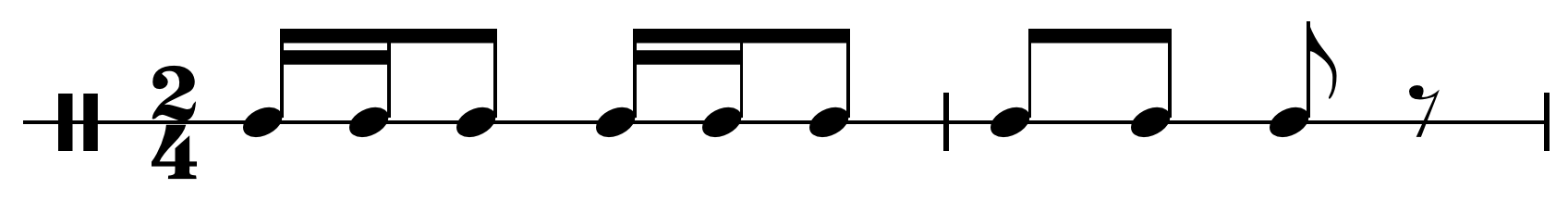
ضرب‌آهنگ پولکا

پولکا (به انگلیسی: Polka) رقصی نسبتاً پرجنب‌وجوش با ضرب ۲/۴ است که به‌صورت دونفره انجام می‌شود. خاستگاه آن سرزمین بوهم است. پولکا در حدود سال ۱۸۴۳ در فرانسه معرفی شد و در سالن‌های رقص و بر روی صحنه بسیار محبوب گشت. پس از آن در سرتاسر اروپا، اسکاندیناوی، ایالات متحدهٔ آمریکا و آمریکای لاتین رواج یافت.
به فرم موسیقی‌ای که برای این رقص ساخته می‌شود نیز «پولکا» می‌گویند. از آهنگسازانی که به تصنیف آثاری در فرم پولکا پرداخته‌اند می‌توان به بدریخ اسمتانا اشاره کرد.